# Lijst van senatoren uit Utah

Zegel van de staat Utah

Dit is een lijst van de senatoren voor de Amerikaanse staat Utah. De senatoren voor Utah zijn ingedeeld als Klasse I en Klasse II. De twee huidige senatoren voor Utah zijn: Mike Lee senator sinds 2011 de (senior senator) en John Curtis senator sinds 2025 de (junior senator), beiden lid van de Republikeinse Partij.
Prominenten die hebben gediend als senator voor Utah zijn onder anderen: George Sutherland (later rechter voor het Hooggerechtshof), Orrin Hatch (president pro tempore van de Senaat van 2015 tot 2019), Mitt Romney (genomineerd presidentskandidaat 2012 en eerder gouverneur van Massachusetts), Reed Smoot (prominent functionaris van de Mormoonse Kerk) en Jake Garn (prominent ruimtevaarder).

## Klasse I
| Nr.    | Senator voor Utah Senator from Utah | Senator voor Utah Senator from Utah | Senator voor Utah Senator from Utah | Ambtstermijn    | Ambtstermijn   | Partij(en) | Verkiezing(en) |
| ------ | ----------------------------------- | ----------------------------------- | ----------------------------------- | --------------- | -------------- | ---------- | -------------- |
| 1      |                                     | Frank Cannon                        | Frank Cannon (1859–1933)            | 22 januari 1896 | 4 maart 1899   | R          | 1896           |
| Vacant | Vacant                              | Vacant                              | Vacant                              | Vacant          | Vacant         | Vacant     | 1899           |
| 2      |                                     | Thomas Kearns                       | Thomas Kearns (1862–1918)           | 22 januari 1901 | 4 maart 1905   | R          | 1901           |
| 3      |                                     | George Sutherland                   | George Sutherland (1862–1942)       | 4 maart 1905    | 4 maart 1917   | R          | 1901           |
| 3      | 1911                                | George Sutherland                   | George Sutherland (1862–1942)       | 4 maart 1905    | 4 maart 1917   | R          |                |
| 4      |                                     | William Henry King                  | William Henry King (1863–1949)      | 4 maart 1917    | 3 januari 1941 | D          | 1916           |
| 4      | 1922                                | William Henry King                  | William Henry King (1863–1949)      | 4 maart 1917    | 3 januari 1941 | D          |                |
| 4      | 1928                                | William Henry King                  | William Henry King (1863–1949)      | 4 maart 1917    | 3 januari 1941 | D          |                |
| 4      | 1934                                | William Henry King                  | William Henry King (1863–1949)      | 4 maart 1917    | 3 januari 1941 | D          |                |
| 5      |                                     | Abe Murdock                         | Abe Murdock (1893–1979)             | 3 januari 1941  | 3 januari 1947 | D          | 1940           |
| 6      |                                     | Arthur Watkins                      | Arthur Watkins (1886–1973)          | 3 januari 1947  | 3 januari 1959 | R          | 1946           |
| 6      | 1952                                | Arthur Watkins                      | Arthur Watkins (1886–1973)          | 3 januari 1947  | 3 januari 1959 | R          |                |
| 7      |                                     | Frank Moss                          | Frank Moss (1911–2003)              | 3 januari 1959  | 3 januari 1977 | D          | 1958           |
| 7      | 1964                                | Frank Moss                          | Frank Moss (1911–2003)              | 3 januari 1959  | 3 januari 1977 | D          |                |
| 7      | 1970                                | Frank Moss                          | Frank Moss (1911–2003)              | 3 januari 1959  | 3 januari 1977 | D          |                |
| 8      |                                     | Orrin Hatch                         | Orrin Hatch (1934–2022)             | 3 januari 1977  | 3 januari 2019 | R          | 1976           |
| 8      | 1982                                | Orrin Hatch                         | Orrin Hatch (1934–2022)             | 3 januari 1977  | 3 januari 2019 | R          |                |
| 8      | 1988                                | Orrin Hatch                         | Orrin Hatch (1934–2022)             | 3 januari 1977  | 3 januari 2019 | R          |                |
| 8      | 1994                                | Orrin Hatch                         | Orrin Hatch (1934–2022)             | 3 januari 1977  | 3 januari 2019 | R          |                |
| 8      | 2000                                | Orrin Hatch                         | Orrin Hatch (1934–2022)             | 3 januari 1977  | 3 januari 2019 | R          |                |
| 8      | 2006                                | Orrin Hatch                         | Orrin Hatch (1934–2022)             | 3 januari 1977  | 3 januari 2019 | R          |                |
| 8      | 2012                                | Orrin Hatch                         | Orrin Hatch (1934–2022)             | 3 januari 1977  | 3 januari 2019 | R          |                |
| 9      |                                     | Mitt Romney                         | Mitt Romney (1947)                  | 3 januari 2019  | 3 januari 2025 | R          | 2018           |
| 10     |                                     | John Curtis                         | John Curtis (1960)                  | 3 januari 2025  | heden          | R          | 2024           |

## Klasse II
| Nr. | Senator voor Utah Senator from Utah | Senator voor Utah Senator from Utah | Senator voor Utah Senator from Utah | Ambtstermijn     | Ambtstermijn     | Partij(en) | Verkiezing(en) |
| --- | ----------------------------------- | ----------------------------------- | ----------------------------------- | ---------------- | ---------------- | ---------- | -------------- |
| 1   |                                     | Arthur Brown                        | Arthur Brown (1843–1906)            | 22 januari 1896  | 4 maart 1897     | R          | 1896           |
| 2   |                                     | Joseph Rawlins                      | Joseph Rawlins (1850–1926)          | 4 maart 1897     | 4 maart 1903     | D          | 1897           |
| 3   |                                     | Reed Smoot                          | Reed Smoot (1862–1941)              | 4 maart 1903     | 4 maart 1933     | R          | 1903           |
| 3   | 1909                                | Reed Smoot                          | Reed Smoot (1862–1941)              | 4 maart 1903     | 4 maart 1933     | R          |                |
| 3   | 1914                                | Reed Smoot                          | Reed Smoot (1862–1941)              | 4 maart 1903     | 4 maart 1933     | R          |                |
| 3   | 1920                                | Reed Smoot                          | Reed Smoot (1862–1941)              | 4 maart 1903     | 4 maart 1933     | R          |                |
| 3   | 1926                                | Reed Smoot                          | Reed Smoot (1862–1941)              | 4 maart 1903     | 4 maart 1933     | R          |                |
| 4   |                                     | Elbert Thomas                       | Elbert Thomas (1883–1953)           | 4 maart 1933     | 3 januari 1951   | D          | 1932           |
| 4   | 1938                                | Elbert Thomas                       | Elbert Thomas (1883–1953)           | 4 maart 1933     | 3 januari 1951   | D          |                |
| 4   | 1944                                | Elbert Thomas                       | Elbert Thomas (1883–1953)           | 4 maart 1933     | 3 januari 1951   | D          |                |
| 5   |                                     | Wallace Bennett                     | Wallace Bennett (1898–1993)         | 3 januari 1951   | 20 december 1974 | R          | 1950           |
| 5   | 1956                                | Wallace Bennett                     | Wallace Bennett (1898–1993)         | 3 januari 1951   | 20 december 1974 | R          |                |
| 5   | 1962                                | Wallace Bennett                     | Wallace Bennett (1898–1993)         | 3 januari 1951   | 20 december 1974 | R          |                |
| 5   | 1968                                | Wallace Bennett                     | Wallace Bennett (1898–1993)         | 3 januari 1951   | 20 december 1974 | R          |                |
| 6   |                                     | Jake Garn                           | Jake Garn (1932)                    | 20 december 1974 | 3 januari 1993   | R          |                |
| 6   | 1974                                | Jake Garn                           | Jake Garn (1932)                    | 20 december 1974 | 3 januari 1993   | R          |                |
| 6   | 1980                                | Jake Garn                           | Jake Garn (1932)                    | 20 december 1974 | 3 januari 1993   | R          |                |
| 6   | 1986                                | Jake Garn                           | Jake Garn (1932)                    | 20 december 1974 | 3 januari 1993   | R          |                |
| 7   |                                     | Bob Bennett                         | Bob Bennett (1933–2016)             | 3 januari 1993   | 3 januari 2011   | R          | 1992           |
| 7   | 1998                                | Bob Bennett                         | Bob Bennett (1933–2016)             | 3 januari 1993   | 3 januari 2011   | R          |                |
| 7   | 2004                                | Bob Bennett                         | Bob Bennett (1933–2016)             | 3 januari 1993   | 3 januari 2011   | R          |                |
| 8   |                                     | Mike Lee                            | Mike Lee (1971)                     | 3 januari 2011   | heden            | R          | 2010           |
| 8   | 2016                                | Mike Lee                            | Mike Lee (1971)                     | 3 januari 2011   | heden            | R          |                |
| 8   | 2022                                | Mike Lee                            | Mike Lee (1971)                     | 3 januari 2011   | heden            | R          |                |

Alabama: Tuberville (R) · Britt (R)
Alaska: Murkowski (R) · Sullivan (R)
Arizona: Kelly (D) · Gallego (D)
Arkansas: Boozman (R) · Cotton (R)
Californië: Padilla (D) · Schiff (D)
Colorado: Bennet (D) · Hickenlooper (D)
Connecticut: Blumenthal (D) · Murphy (D)
Delaware: Coons (D) · Blunt Rochester (D)
Florida: R. Scott (R) · Moody (R)
Georgia: Ossoff (D) · Warnock (D)
Hawaï: Schatz (D) · Hirono (D)
Idaho: Crapo (R) · Risch (R)
Illinois: Durbin (D) · Duckworth (D)
Indiana: Young (R) · Banks (R)
Iowa: Grassley (R) · Ernst (R)
Kansas: Moran (R) · Marshall (R)
Kentucky: McConnell (R) · Paul (R)
Louisiana: Cassidy (R) · Kennedy (R)
Maine: Collins (R) · King (O)
Maryland: Van Hollen (D) · Alsobrooks (D)
Massachusetts: Warren (D) · Markey (D)
Michigan: Peters (D) · Slotkin (D)
Minnesota: Klobuchar (D) · Smith (D)
Mississippi: Wicker (R) · Hyde-Smith (R)
Missouri: Hawley (R) · Schmitt (R)
Montana: Daines (R) · Sheehy (R)
Nebraska: Fischer (R) · Ricketts (R)
Nevada: Cortez Masto (D) · Rosen (D)
New Hampshire: Shaheen (D) · Hassan (D)
New Jersey: Booker (D) · Kim (D)
New Mexico: Heinrich (D) · Luján (D)
New York: Schumer (D) · Gillibrand (D)
North Carolina: Tillis (R) · Budd (R)
North Dakota: Hoeven (R) · Cramer (R)
Ohio: Moreno (R) · Husted (R)
Oklahoma: Lankford (R) · Mullin (R)
Oregon: Wyden (D) · Merkley (D)
Pennsylvania: Fetterman (D) · McCormick (R)
Rhode Island: Reed (D) · Whitehouse (D)
South Carolina: Graham (R) · T. Scott (R)
South Dakota: Thune (R) · Rounds (R)
Tennessee: Blackburn (R) · Hagerty (R)
Texas: Cornyn (R) · Cruz (R)
Utah: Lee (R) · Curtis (R)
Vermont: Sanders (O) · Welch (D)
Virginia: Warner (D) · Kaine (D)
Washington: Murray (D) · Cantwell (D)
West Virginia: Moore Capito (R) · Justice (R)
Wisconsin: Johnson (R) · Baldwin (D)
Wyoming: Barrasso (R) · Lummis (R)
(D): Democraat · (R): Republikein · (O): Onafhankelijk